# Ungnyarád
Ungnyarád (szlovákul: Ňarad) Nyarádkelecsény településrésze Szlovákiában, a Kassai kerület Nagymihályi járásában.

## Fekvése
Nagykapostól 3 km-re, délkeletre fekszik. Nyarádkelecsény középső részét alkotja.

## Története
A település 1400 körül keletkezett, 1427-ben 6 adózó háztartása volt. 1599-ben nemesi kúriáján kívül 6 jobbágyház állt itt. 1715-ben és 1720-ban a falu lakatlan volt. Később újratelepítették.
A 18. század végén, 1799-ben Vályi András így ír róla: „NYÁRAD. Magyar falu Ungvár Várm. földes Urai több Urak, lakosai külömbfélék, fekszik Kaposhoz fél mértföldnyire, Doboruskához sem meszsze, és annak filiája, ’s határja is hozzá hasonlító.”
1828-ban 23 házában 189 lakos élt.
Fényes Elek 1851-ben kiadott geográfiai szótárában így ír a faluról: „Nyárad, magyar falu, Ungh vgyében, Dobó-Ruszkához 3/4 órányira: 22 rom., 19 g. kath., 158 ref., 6 zsidó lak., ref. templommal. F. u. Kövy Sándor örökösei. Ut. p. Ungvár.”
1910-ben 212-en, túlnyomórészt magyarok lakták. 1920-ig Ung vármegye Nagykaposi járásához tartozott, majd az újonnan létrehozott csehszlovák államhoz csatolták. 1938-1945 között ismét Magyarország része.
1943-ig önálló község volt, azóta Nyarádkelecsény (vagy Kaposkelecsény) néven összevonták Magyarkelecsény és Magyarmocsár településekkel.

## Lásd még
- Nyarádkelecsény
- Magyarkelecsény
- Magyarmocsár

## Külső hivatkozások
- Községinfó
- Nyarádkelecsény Szlovákia térképén
- E-obce.sk Archiválva 2008. április 26-i dátummal a Wayback Machine-ben
- Eobec.sk